# Bangor (Maine)
Bangor ist eine City im Penobscot County im US-Bundesstaat Maine. Bangor hatte bei der US-Volkszählung 2020 eine Einwohnerzahl von 31.753 in 15.900 Haushalten auf einer Fläche von 89,59 km². Damit ist Bangor die drittgrößte Stadt in Maine und Shire Town des Penobscot Countys.

## Geografie
Nach dem United States Census Bureau hat Bangor eine Gesamtfläche von 89,59 km², von denen 88,73 km² Land und 0,85 km² Wasser sind.

### Geografische Lage
Bangor liegt am Einfluss des Kenduskeag Stream in den Penobscot River, etwa 90 km vom Meer entfernt. Bangor hat einen Hafen, der auch größeren Schiffen zugänglich ist. Eine 400 m lange Brücke verbindet es mit Brewer. Bangor liegt im Süden des Penobscot Countys. Die Oberfläche ist eben, ohne nennenswerte Erhebungen.

### Nachbargemeinden
Alle Entfernungen sind als Luftlinien zwischen den offiziellen Koordinaten der Orte aus der Volkszählung 2010 angegeben.
.
- Nordosten: Orono, 7,1 km
- Osten: Veazie, 6,5 km
- Süden: Brewer, 6,9 km
- Südwesten: Hampden, 13,0 km
- Westen: Hermon, 9,1 km
- Nordwesten: Glenburn, 8,1 km

### Stadtgliederung
Die City Bangor gliedert sich in mehrere Siedlungsbereiche: Bangor, East Bangor, North Bangor, North Bangor Station, Six Mile Falls, Stillwater Avenue und West Bangor.

### Klima
Die mittlere Durchschnittstemperatur in Bangor liegt zwischen −7,8 °C (18 °Fahrenheit) im Januar und 21,1 °C (70 °Fahrenheit) im Juli. Damit ist der Ort gegenüber dem langjährigen Mittel der USA um etwa 9 Grad kühler. Die Schneefälle zwischen Oktober und Mai liegen mit bis zu zweieinhalb Metern mehr als doppelt so hoch wie die mittlere Schneehöhe in den USA; die tägliche Sonnenscheindauer liegt am unteren Rand des Wertespektrums der USA.

## Geschichte
Die erste Siedlung europäischer Einwanderer im heutigen Gebiet Bangors entstand um 1769 durch Jacob Buswell. Zu dieser Zeit war Maine noch kein eigenständiger Staat, sondern Teil von Massachusetts. Die Niederlassung war eine große Plantage, die den Namen Kenduskeag trug, nach dem gleichnamigen Fluss, an dem sie lag. 1787 erhielt der Ort kurzzeitig den Namen Sunbury, im Jahr 1791 erfolgte schließlich, wahrscheinlich unter dem Einfluss des Pfarrers Seth Noble, die Umbenennung in den heutigen Namen. Im Britisch-Amerikanischen Krieg wurde die Plantage im September 1814 für einige Tage von den Briten besetzt und vollständig niedergebrannt, aber wiedererrichtet. Am 24. Februar 1834 wurde Bangor zur Gemeinde erhoben, am 26. März 1853 zur Stadt erklärt.
Der wirtschaftliche Aufstieg Bangors war eng mit der Entwicklung der Holzindustrie verbunden. Die erste Sägemühle nahm 1772 den Betrieb auf. Mitte der 1830er Jahre existierten mehr als 300 Sägemühlen, und Bangor war zu einem Zentrum der Holzindustrie geworden. Bis in die 1870er Jahre war Bangor die Hauptstadt der Holzindustrie: Bis zu 350 Millionen laufende Meter Holzbohlen wurden jährlich aus seinem Hafen verschifft. Gegen Ende des 19. Jahrhunderts verlor Bangor seine herausragende Stellung, denn es erhielt Konkurrenz durch die Erschließung waldreicher Gebiete im Westen der USA, insbesondere in den Staaten Minnesota und Oregon. Heute gibt es keine Sägemühlen mehr in Bangor.
Im April 1911 erlebte Bangor seine größte Katastrophe, als ein Großbrand weite Teile der Stadt zerstörte. Die Tatsache, dass die meisten Gebäude aus Holz bestanden, sorgte für eine schnelle Ausbreitung des Feuers. Fast 300 Häuser wurden zerstört, weitere 100 schwer beschädigt. Der Wiederaufbau veränderte das Gesicht der Stadt wesentlich.
Bis zum Abschluss des US-amerikanisch-kanadischen Zollvertrags im Jahr 1854 war Bangor ein wichtiger Hafen, unter anderem für Holz.

### Einwohnerentwicklung
| Volkszählungsergebnisse – City of Bangor, Maine | Volkszählungsergebnisse – City of Bangor, Maine | Volkszählungsergebnisse – City of Bangor, Maine | Volkszählungsergebnisse – City of Bangor, Maine | Volkszählungsergebnisse – City of Bangor, Maine | Volkszählungsergebnisse – City of Bangor, Maine | Volkszählungsergebnisse – City of Bangor, Maine | Volkszählungsergebnisse – City of Bangor, Maine | Volkszählungsergebnisse – City of Bangor, Maine | Volkszählungsergebnisse – City of Bangor, Maine | Volkszählungsergebnisse – City of Bangor, Maine |
| Jahr                                            | 1800                                            | 1810                                            | 1820                                            | 1830                                            | 1840                                            | 1850                                            | 1860                                            | 1870                                            | 1880                                            | 1890                                            |
| ----------------------------------------------- | ----------------------------------------------- | ----------------------------------------------- | ----------------------------------------------- | ----------------------------------------------- | ----------------------------------------------- | ----------------------------------------------- | ----------------------------------------------- | ----------------------------------------------- | ----------------------------------------------- | ----------------------------------------------- |
| Einwohner                                       | 277                                             | 850                                             | 1.221                                           | 2.867                                           | 8.627                                           | 14.432                                          | 16.407                                          | 18.289                                          | 16.856                                          | 19.103                                          |
| Jahr                                            | 1900                                            | 1910                                            | 1920                                            | 1930                                            | 1940                                            | 1950                                            | 1960                                            | 1970                                            | 1980                                            | 1990                                            |
| Einwohner                                       | 21.850                                          | 24.803                                          | 25.978                                          | 28.749                                          | 29.822                                          | 31.558                                          | 38.912                                          | 33.168                                          | 31.643                                          | 33.181                                          |
| Jahr                                            | 2000                                            | 2010                                            | 2020                                            | 2030                                            | 2040                                            | 2050                                            | 2060                                            | 2070                                            | 2080                                            | 2090                                            |
| Einwohner                                       | 31.473                                          | 33.039                                          | 31.753                                          |                                                 |                                                 |                                                 |                                                 |                                                 |                                                 |                                                 |

## Kultur und Sehenswürdigkeiten

### Museen
In Bangor befindet sich eine Reihe von Museen, zu diesen gehört das Maine Discovery Museum, ein Museum für Kinder. Das Cole Land Transportation Museum hat sich auf Fahrzeuge spezialisiert. Das University Of Maine Museum of Art ist ein Kunstmuseum und das Maine Forest and Logging Museum beschäftigt sich mit der Holzwirtschaft.

### Bauwerke
In Bangor wurden zahlreiche Bauwerke und sechs Distrikte unter Denkmalschutz gestellt und ins National Register of Historic Places aufgenommen.
als Distrikt
- Bangor Theological Seminary Historic District, 1977 unter der Register-Nr. 77000080.[11]
- Broadway Historic District, 1973 unter der Register-Nr. 73000244.[12]
- Great Fire of 1911 Historic District, 1984 unter der Register-Nr. 84001479.[13]
- Mount Hope Cemetery District, 1974 unter der Register-Nr. 74000187.[14]
- West Market Square Historic District, 1979 unter der Register-Nr. 79000161.[15]
- Whitney Park Historic District, 1988 unter der Register-Nr. 88001844.[16]

als Bauwerk
- Adams-Pickering Block, 1974 unter der Register-Nr. 76000110.[17]
- All Souls Congregational Church, 1992 unter der Register-Nr. 92000790.[18]
- Bangor Children’s Home, 1975 unter der Register-Nr. 75000103.[19]
- Bangor Fire Engine House No. 6, 1988 unter der Register-Nr. 88000394.[20]
- Bangor Hose House No. 5, 1997 unter der Register-Nr. 97001130.[21]
- Bangor House, 1972 unter der Register-Nr. 72000076.[22]
- Bangor Mental Health Institute, 1987 unter der Register-Nr. 87000420.[23]
- Bangor Standpipe, 1974 unter der Register-Nr. 74000185.[24]
- Battleship Maine Monument, 1999 unter der Register-Nr. 99001187.[25]
- Blake House, 1972 unter der Register-Nr. 72000077.[26]
- Charles G. Bryant Double House, 1986 unter der Register-Nr. 86001338.[27]
- Building at 84-96 Hammond Street, 2005 unter der Register-Nr. 05000797.[28]
- Colonial Apartments, 2012 unter der Register-Nr. 12001067.[29]
- Connors House, 1983 unter der Register-Nr. 83003669.[30]
- Samuel Farrar House, 1974 unter der Register-Nr. 74000186.[31]
- Godfrey-Kellogg House, 1973 unter der Register-Nr. 73000136.[32]
- Grand Army Memorial Home, 1972 unter der Register-Nr. 72000105.[33]
- Hannibal Hamlin House, 1979 unter der Register-Nr. 79000160.[34]
- Hammond Street Congregation Church, 1982 unter der Register-Nr. 82000774.[35]
- Charles W. Jenkins House, 1990 unter der Register-Nr. 90001469.[36]
- Jonas Cutting-Edward Kent House, 1973 unter der Register-Nr. 73000137.[37]
- Joseph W. Low House, 1973 unter der Register-Nr. 73000138.[38]
- Morse & Co. Office Building, 1973 unter der Register-Nr. 73000139.[39]
- St. John’s Catholic Church, 1973 unter der Register-Nr. 73000142.[40]
- Sargent-Roberts House, 1996 unter der Register-Nr. 96001476.[41]
- Zebulon Smith House, 1974 unter der Register-Nr. 74000189.[42]
- Symphony House, 1972 unter der Register-Nr. 72000078.[43]
- Jones P. Veazie House, 1988 unter der Register-Nr. 88000890.[44]
- Wardwell-Trickey Double House, 1992 unter der Register-Nr. 92000795.[45]
- Wheelwright Block, 1974 unter der Register-Nr. 74000191.[46]
- Gen. John Williams House, 1978 unter der Register-Nr. 78000195.[47]
- Penobscot Expedition Site, 1973 unter der Register-Nr. 73000140.[48]

## Wirtschaft und Infrastruktur

### Verkehr
Die Interstate 95 verläuft parallel zum Penobscot River durch Bangor. Im Süden zweigt die Interstate 395 in Richtung Holden ab. Ebenfalls parallel zum Penobscot River verläuft der U.S. Highway 2 durch Bangor. Aus Norden kommend münden die Maine State Route 222 und die Maine Staate Route 15 auf ihn.
Von 1889 bis 1945 hatte Bangor eine elektrische Straßenbahn.
Der frühere Militärflugplatz Dow Air Force Base wurde 1968 in den zivilen Bangor International Airport umgewandelt, auf dem nach wie vor große Maschinen landen können. Der Flughafen wird auch weiterhin militärisch genutzt, vor allem für Transporte nach Europa. Bangor International Airport ist einer der wichtigsten Flughäfen für aus dem Irak zurückkehrende Truppen. Daher gibt es ein eigenes Büro für die Begrüßung der zurückkehrenden Soldaten. Dieser Flughafen dient als einer der wesentlichen Flughäfen für Zwischenstopps zum Nachtanken und bei technischen Problemen auf der Flugroute zwischen Nordamerika und Europa. Fünf Linien mit täglich 60 Flügen werden auf dem Flughafen planmäßig abgefertigt.
2005 kam dieser Ort in die Schlagzeilen, weil Linienmaschinen hier zwischenlandeten, um terrorverdächtige Passagiere (sogenannte No-Fly-Liste) aussteigen zu lassen und näher zu verhören.

## Medien
In Bangor erscheinen eine lokale Tageszeitung, die Bangor Daily News und im gleichen Verlagshaus eine überregionale Wochenzeitung The Weekly.

### Öffentliche Einrichtungen
In Bangor befinden sich mehrere medizinische Einrichtungen und Krankenhäuser, die auch den Bewohnern der umgebenden Gemeinden zur Verfügung stehen.
Die Bangor Public Library hat ihre Ursprünge im Jahr 1830. Zu der Zeit bestand sie aus sieben Büchern in einer kleinen Kiste. Mit der Zeit vergrößerte sich der Bestand und im Jahr 1883 übernahm die Stadt 100.000 USD aus dem Nachlass von Samuel F. Hersey, welches komplett der Bücherei zugutekam. Es wurden von dem Geld 20.000 Bücher angeschafft. 1911 hatte die Bücherei einen Bestand von 70.000 Büchern und war die größte öffentliche Bücherei im Staat, bis ein Feuer im April 1911 die Bücherei zerstörte. Im Mai 1911 eröffnete die Bücherei mit einem Bestand von 29 geretteten Büchern, 1.330 Büchern, die zum Zeitpunkt des Brandes ausgeliehen waren und 46 Büchern, die vom Buchbinder zurückgekommen waren. Der Grundstein für ein neues Gebäude wurde im Juni 1912 gelegt und das Gebäude am 20. Dezember 1913 eröffnet.

## Bildung
Für die Schulbildung ist das Bangor School Department zuständig. In Bangor gibt es folgende Schulen:
- Abraham Lincoln School mit Schulklassen von Pre-Kindergarten bis 3. Schuljahr
- Downeast School mit Schulklassen von Pre-Kindergarten bis 3. Schuljahr
- Fourteenth Street School mit Schulklassen von Pre-Kindergarten bis 3. Schuljahr
- Fruit Street School mit Schulklassen von Pre-Kindergarten bis 3. Schuljahr
- Vine Street School mit Schulklassen von Pre-Kindergarten bis 3. Schuljahr
- Fairmount School mit Schulklassen von Kindergarten bis 5. Schuljahr
- Mary Snow School mit Schulklassen von Kindergarten bis 5. Schuljahr
- James F. Doughty School, Middle School mit Schulklassen vom 6. bis 8. Schuljahr
- William S. Cohen School, Middle School mit Schulklassen vom 6. bis 8. Schuljahr
- Bangor High School, High School mit Schulklassen vom 9. bis 12. Schuljahr

Etwas außerhalb von Bangor in der Ortschaft Orono liegt die University of Maine, der wichtigste Standort des University of Maine System.

## Persönlichkeiten
Der Schriftsteller Stephen King lebt zusammen mit seiner Frau Tabitha King in Bangor.
Er stiftete der Stadt ein Sportstadion und besitzt drei kleine Radiostationen. Viele von Kings Geschichten spielen in oder haben einen Bezug zu Bangor.